# Хатхор
Хатхо́р або Хатор — у староєгипетській релігії богиня неба, в стародавніх віруваннях представлялася в зовнішності небесної корови, що народила Сонце. Хатхор вважалася також богинею любові, веселощів і музики; Зображалася у вигляді жінки з рогами корови і сонячним диском на голові. Центром поклоніння було місто Дендера.

## Функції
Хатхор була богинею любові і радості, в Дендері її шанували як загальну богиню, а інші богині вважалися формами Хатхор. Її ім'я дослівно означає «Обитель Гора» і в міфах Хатхор виступала матір'ю цього божества неба і сонця. Крім того виділялося ще кілька богинь дрібніших з іменем Хатхор, які допомагали царицям в пологах і виступали казковими персонажами.
Хатхор вважали також покровителькою шахтарів. У Серабіт-ель-Кадім був споруджений храмовий комплекс богині Хатхор, де знаходили притулок, молилися й наставлялися на працю єгипетські рудокопи. Значна кількість храмових стел збереглася до сьогодні і донесла до нас історію єгипетського гірництва в особах.

## Галерея

### Стародавні зображення Хатхор

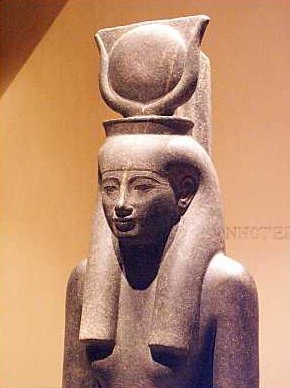
Статуя Хатхор в Луксорському музеї
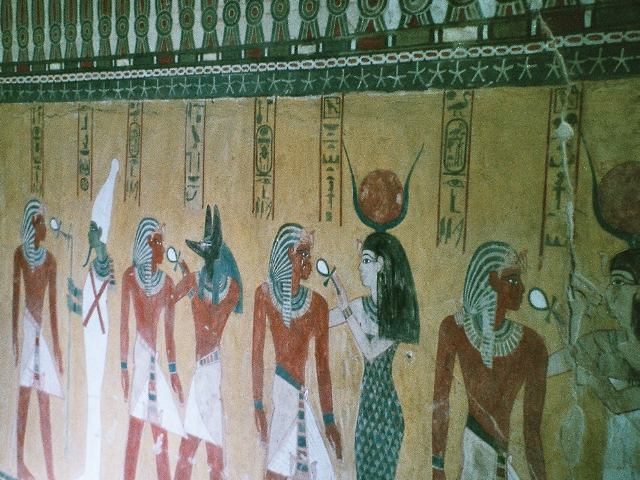
Хатхор в ряду божеств, які вітають покійного фараона Тутмоса IV, на стінах його гробниці в Долині царів
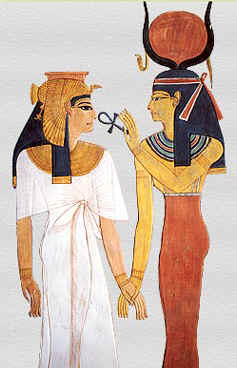
Хатхор вручає цариці Нефертарі Анкх, символ вічного життя. Сцена з гробниці Нефертарі

### Храм Хатхор у Дендері

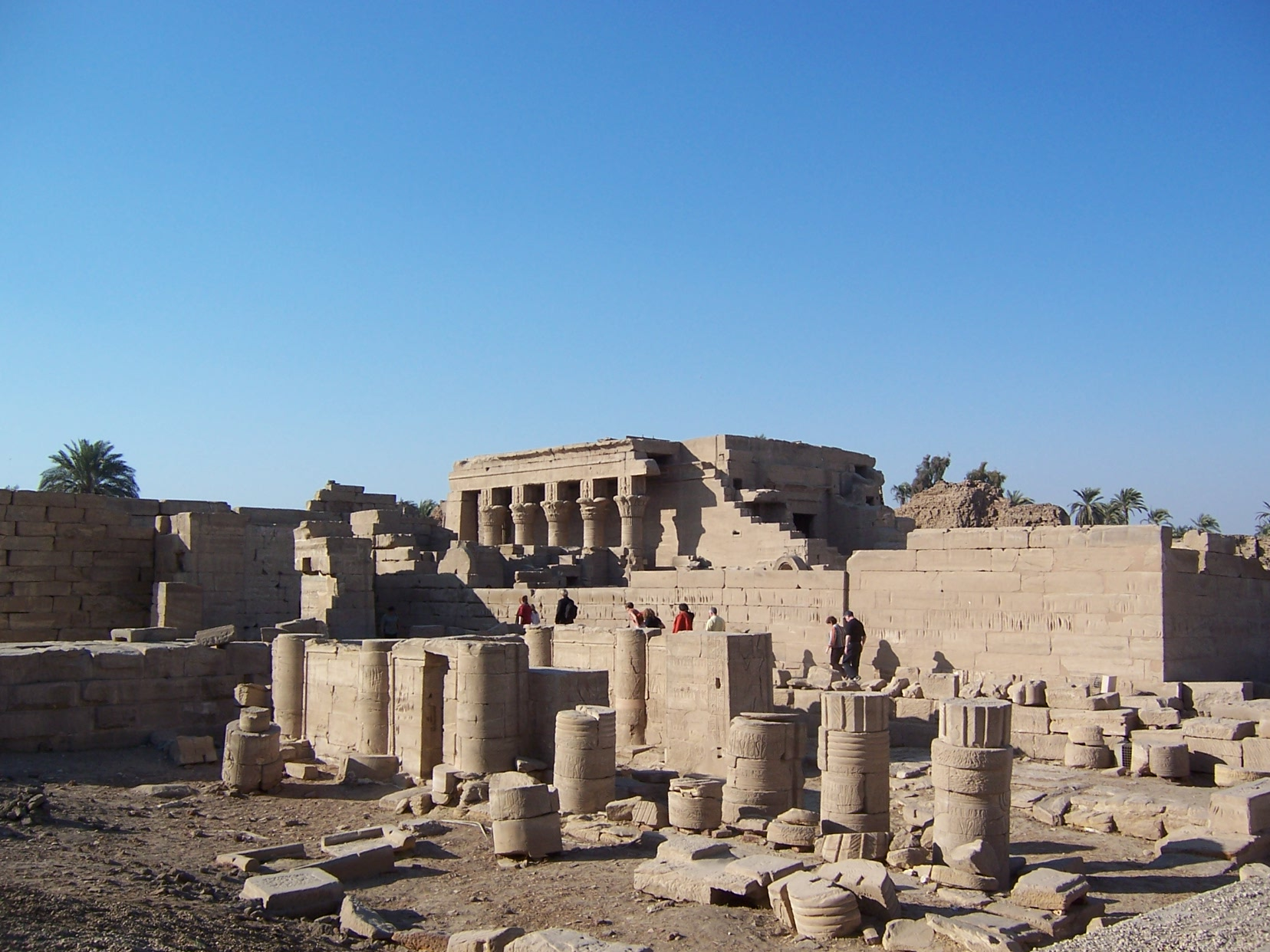
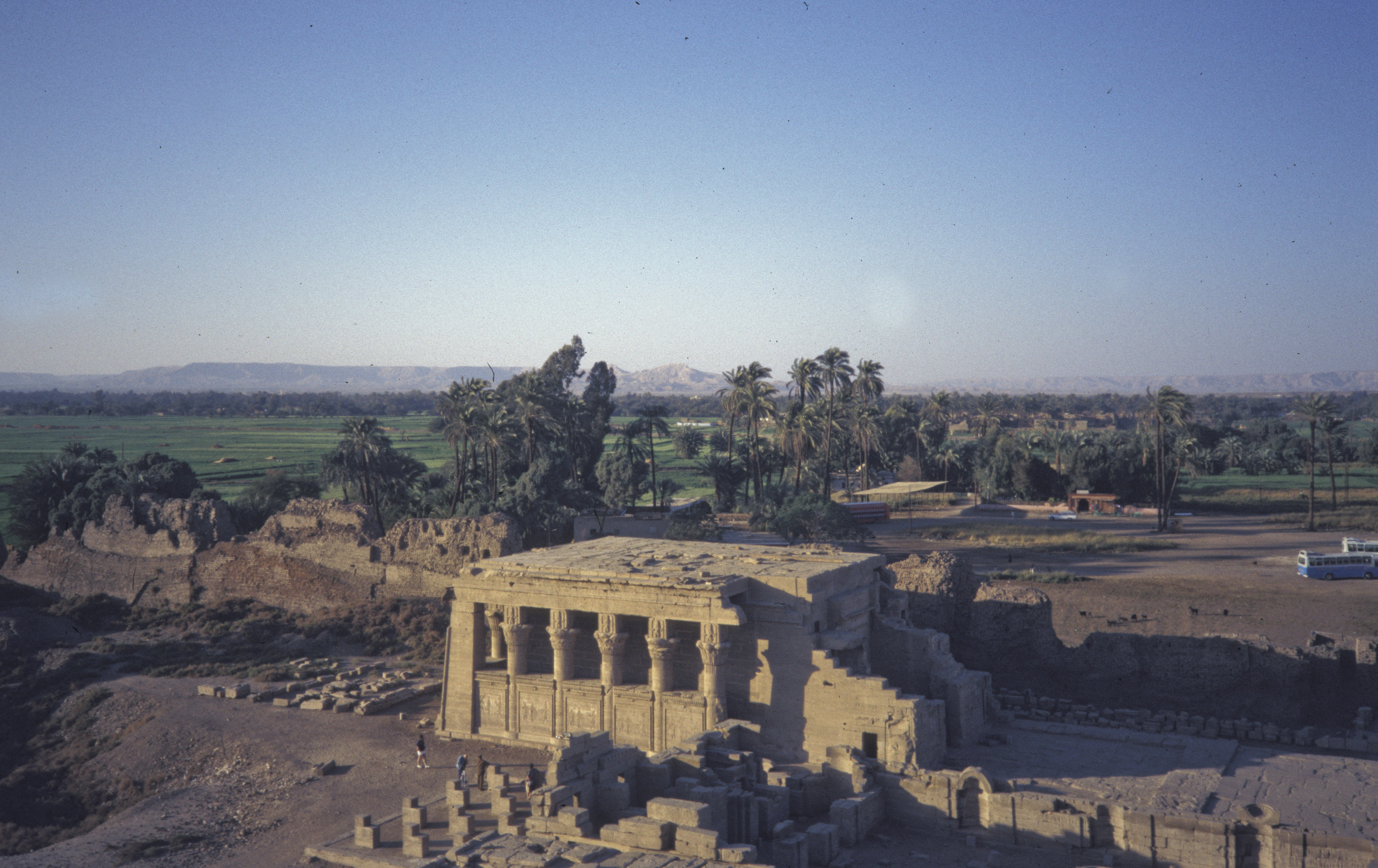
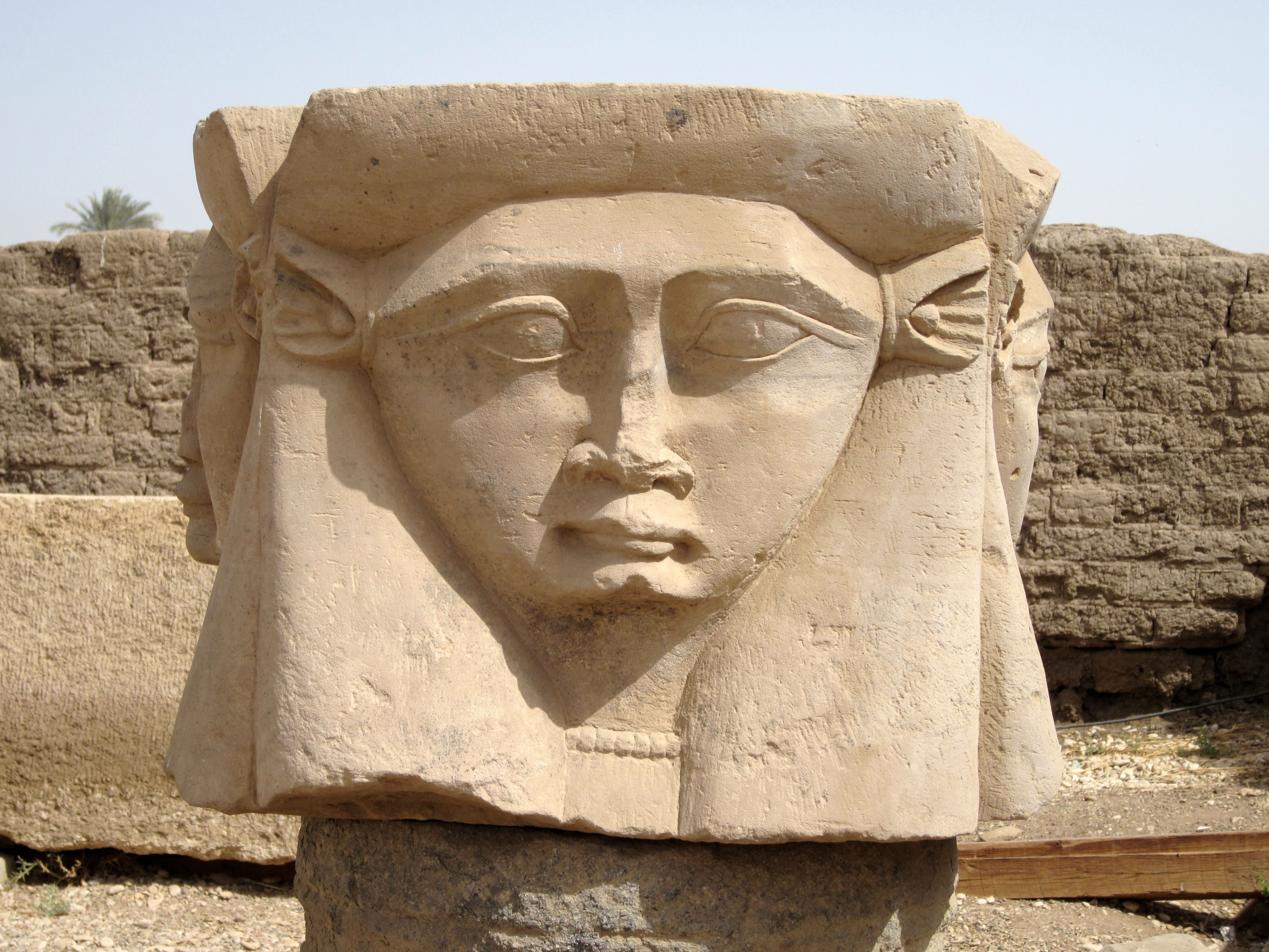
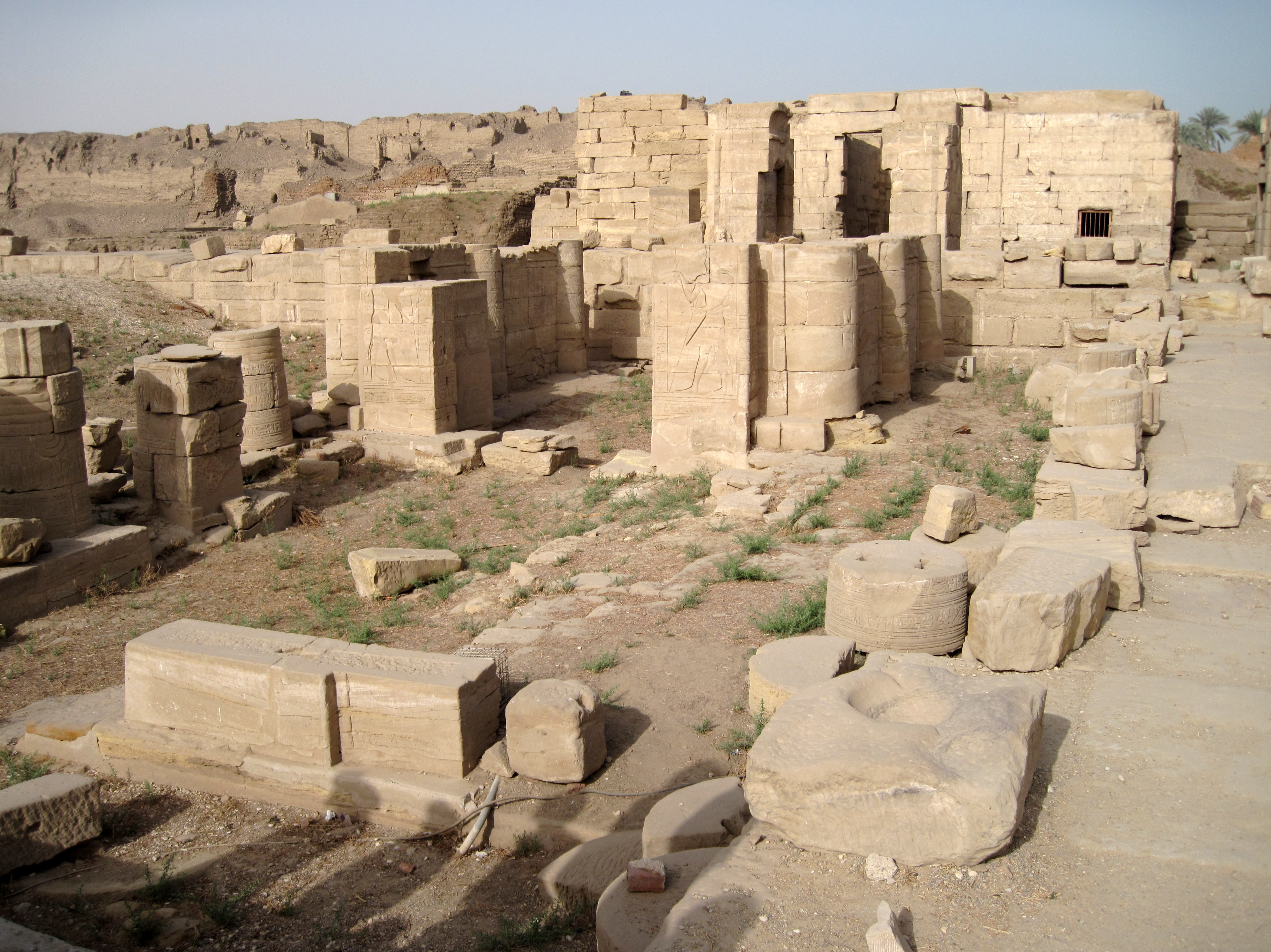
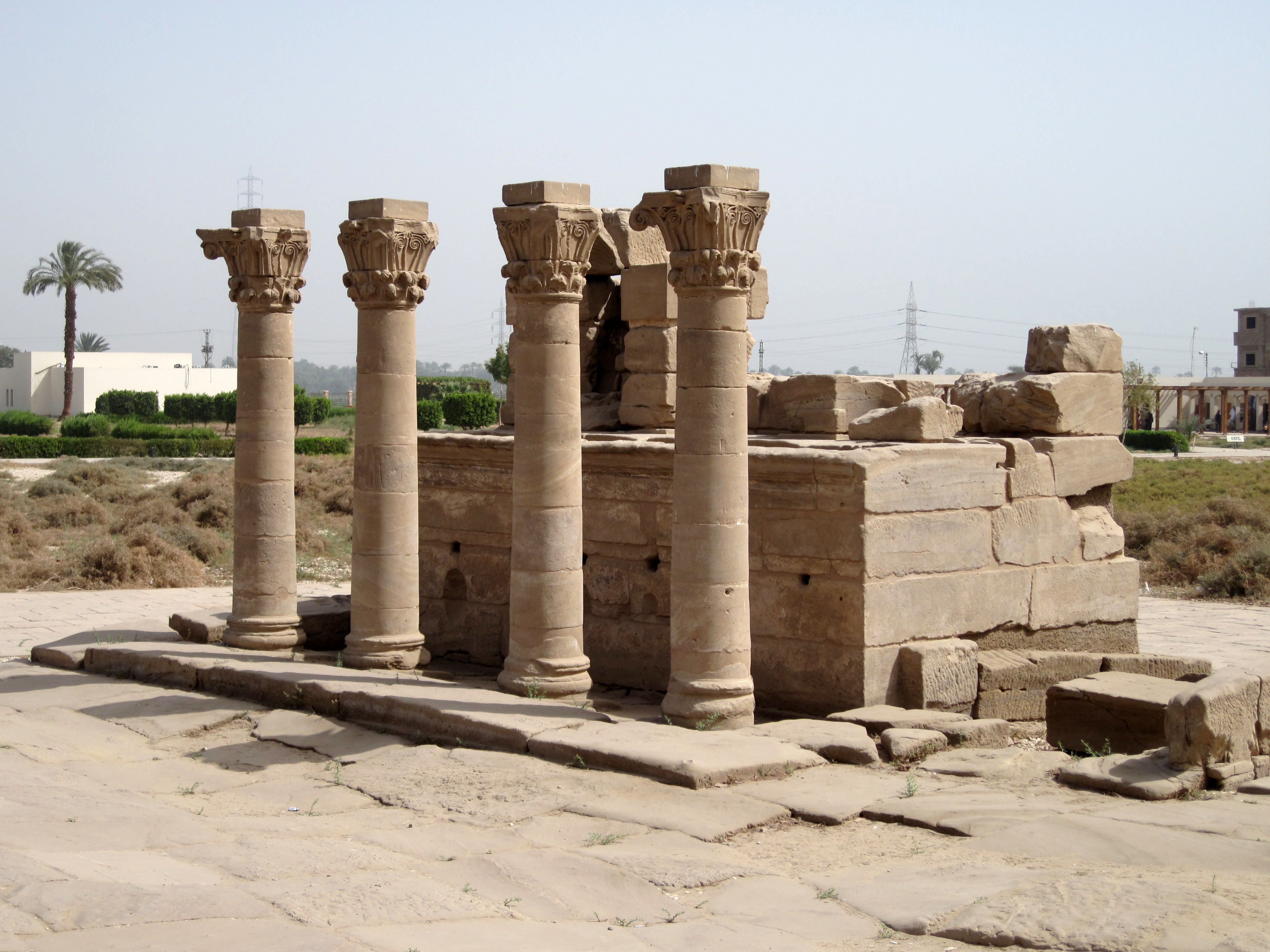
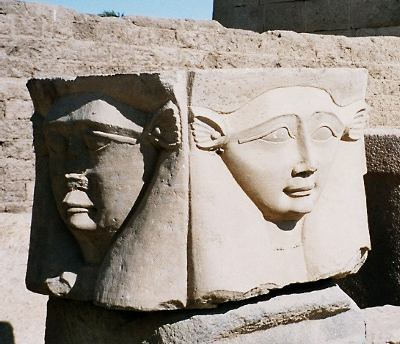
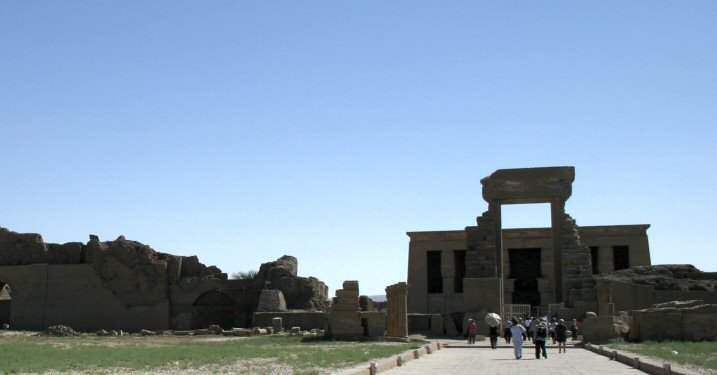
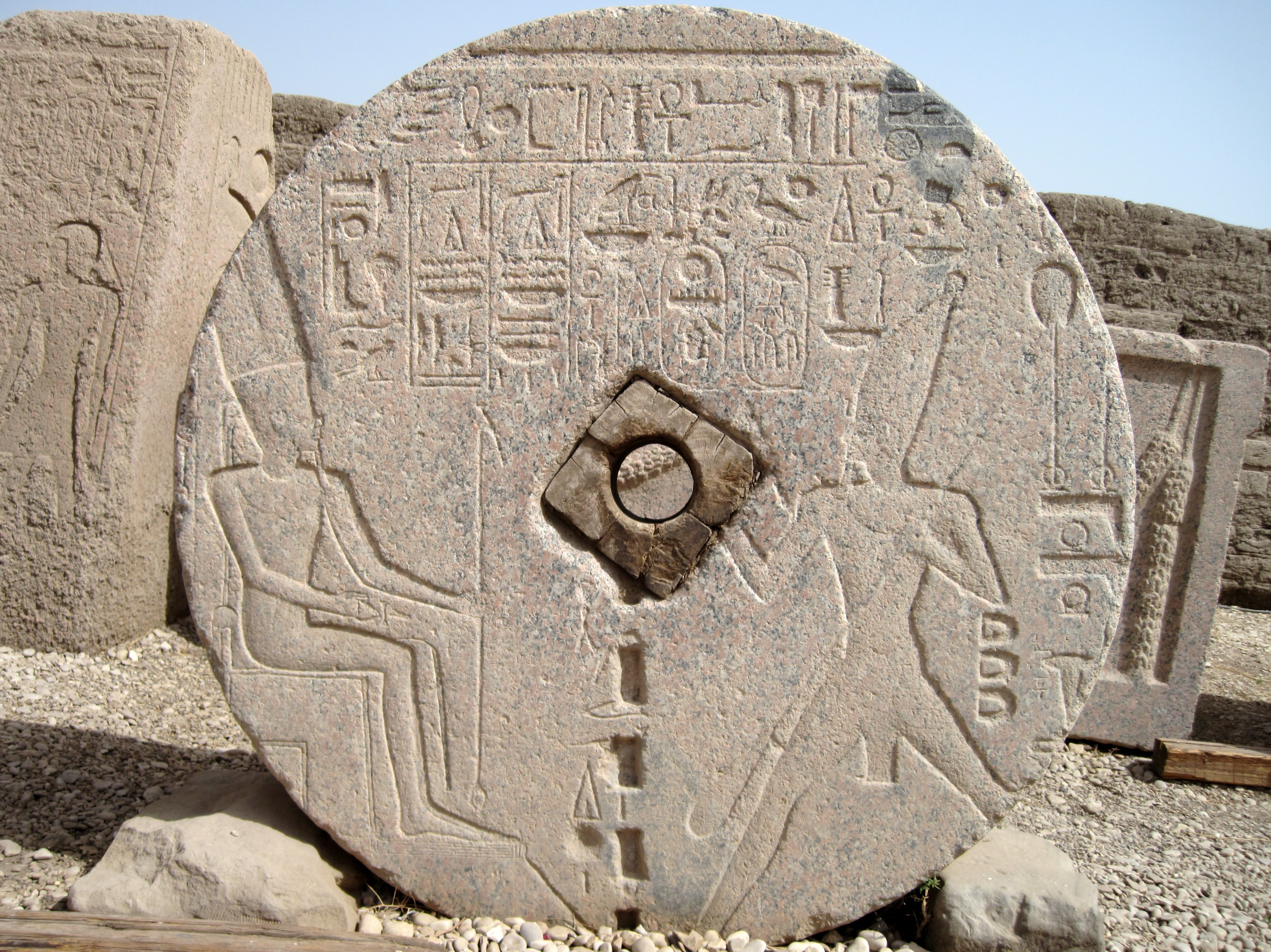